# Stemmenreuth
Stemmenreuth (oberfränkisch: Stemma-rat)  ist ein Gemeindeteil der Stadt Pegnitz im Landkreis Bayreuth (Oberfranken, Bayern). Stemmenreuth liegt in der Gemarkung Zips.

## Geografie
Das Dorf liegt am Zipser Mühlbach. Eine Gemeindeverbindungsstraße führt nach Zips (1,2 km nordwestlich) bzw. nach Troschenreuth zur Staatsstraße 2403 (1,3 km südöstlich).

## Geschichte
Der Ort wurde 1280 als „Steimarsriut“ erstmals schriftlich erwähnt. Das Grundwort -reuth verweist auf vorausgegangene Rodungstätigkeit, das Bestimmungswort ist Steinmār, der Personenname des Siedlungsgründers.
Stemmenreuth unterstand bis 1780 dem brandenburg-bayreuthischen Oberamt Pegnitz, danach für kurze Zeit dem Oberamt Creußen. Von 1791/92 bis 1810 waren das preußische Justiz- und Kammeramt Pegnitz die übergeordneten Institutionen. Danach kam die gesamte Region an das Königreich Bayern.
Mit dem Gemeindeedikt (frühes 19. Jahrhundert) wurde Stemmenreuth dem Steuerdistrikt Schnabelwaid und der Ruralgemeinde Zips zugewiesen. Im Rahmen der Gebietsreform in Bayern wurde Stemmenreuth in die Stadt Pegnitz eingegliedert.